# Pentagonurus dawydowi
Pentagonurus dawydowi is een vlokreeftensoort uit de familie van de Pallaseidae. De wetenschappelijke naam van de soort is voor het eerst geldig gepubliceerd in 1915 door Sowinsky.